# Jeffrey
Jeffrey – amerykańska tragikomedia filmowa z 1995 roku, nakręcona przez Christophera Ashleya na podstawie sztuki teatralnej z off-Broadwayu pod tym samym tytułem.

## Opis fabuły
Jeffrey jest młodym nowojorskim aktorem, który musi zarabiać na życie jako kelner. W chwili wybuchu paniki z powodu AIDS w środowisku gejowskim Nowego Jorku, postanawia prowadzić dalsze życie bez seksu. Jednak tuż po podjęciu tej decyzji zakochuje się na siłowni w Stevie Howardzie, zabójczo przystojnym i czarującym barmanie. Gotowy dla Steve'a wycofać się ze swojego postanowienia, dowiaduje się, że jego wymarzony partner jest nosicielem wirusa HIV. Świat i marzenia Jeffreya zaczynają trząść się w posadach. Przyjaciele bohatera, Sterling i Darius, próbują namówić go, by jednak wytrwał w swoim postawieniu o życiu w celibacie i związaniu się ze Steve'em – co idealnie się uzupełniało. Związek partnerski z nosicielem wirusa HIV pozwoliłby Jeffreyowi pozostać wiernym swojemu postanowieniu o życiu bez seksu. Byłoby to szansą bezpiecznego spędzenia reszty życia z ukochanym mężczyzną. Również Darius, partner Sterlinga, jest chory na AIDS. Choroba zabija go w błyskawicznym tempie.
Jeffrey staje przed dylematem moralnym; boi się związku ze Steve'em. Zwraca się do katolickiego księdza o radę. Gdy w czasie spowiedzi ten dowiaduje się, że Jeffrey jest gejem, zamiast udzielić mu wsparcia duchowego, zwabia go do zakrystii i tam zaczyna się do niego dobierać. W czasie samotnego spaceru po mieście Jeffrey zostaje napadnięty przez trójkę homofobów, którzy traktują go z pogardą i biją go. Pobity, leżący na chodniku i majaczący Jeffrey w wizji widzi zakonnicę, Matkę Teresę, która jako jedyna zechciała pochylić się nad pobitym gejem.
Jeffrey jest poddany presji swoich znajomych tak dalece, że postanawia w końcu związać się ze Steve'em, z wszystkimi tego konsekwencjami.

## Obsada
- Steven Weber jako Jeffrey
- Patrick Stewart jako Sterling
- Michael T. Weiss jako Steve Howard
- Robert Klein jako Skip Winkley
- Bryan Batt jako Darius
- Sigourney Weaver jako Debra Moorhouse
- Victor Garber jako Tim
- Kathy Najimy jako Acolyte
- Nathan Lane jako ksiądz Dan
- Debra Monk jako matka Jeffreya
- Peter Maloney jako ojciec Jeffreya
- Ethan Phillips jako Dave
- Jimmy Somerville jako uczestnik parady
- Peter Jaconson (w czołówce jako Peter Jaconson) jako chłopak #1
- Tom Cayler jako chłopak #2
- David Thornton jako chłopak #3
- Lee Mark Nelson jako płaczący chłopak
- John Ganun jako turysta
- Joseph Dain (w czołówce jako Joseph Dain) jako aktor #1
- Jeffrey Ross jako aktor #2
- Irma St. Paule jako zakonnica Teresa
- Nicky Paraiso jako Salesman
- Patti Ann O'Connell jako tancerka
- K. Todd Freeman jako kelner Barneya
- Camryn Manheim jako samotna kobieta
- Christine Baranski jako Ann Marwood Bartle
- Olympia Dukakis jako pani Marcangelo
- Gregory Jbara jako Angelique
- Kevin Nealon jako reporter telewizyjny (poza czołówką)

## Realizacja i wydanie filmu
Jeffrey nakręcony został na terenie Nowego Jorku, między innymi w Central Parku na Manhattanie, a także oparty na kanwie sztuki off-broadwayowskiej pod tym samym tytułem z roku 1993. Sztukę i film napisał Paul Rudnick, obydwa dzieła wyreżyserował także Christopher Ashley. Swoją rolę z off-Broadwayu (postać charyzmatycznego geja Dariusa) w projekcie filmowym powtórzył aktor Bryan Batt. Budżet, jaki posłużył twórcom do nakręcenia obrazu, do dziś pozostaje nieznany.
Światowa premiera filmu miała miejsce 4 sierpnia 1995 roku; wówczas Jeffrey spotkał się z ograniczoną dystrybucją na terenie rodzimych Stanów Zjednoczonych. Ponadto w USA 18 sierpnia tego roku jego reemisji podjęły się kina wielkomiejskie. Aż do końca 1998 film dystrybuowany był na terenie Afryki i Ameryki Południowej, Australii, Azji oraz przede wszystkim Europy. W Polsce dnia 24 czerwca 2006 roku jego premierowej emisji podjęła się stacja telewizyjna Ale Kino!.
Na samym tylko amerykańskim rynku filmowym projekt zainkasował łącznie 3 487 767 dolarów. Zyski z dystrybucji filmu w 1995 zapewniły mu lokacje w następujących zestawieniach przebojów kinowych tego roku:
- miejsce 164. na liście najlepiej zarabiających filmów box office'u,
- m-ce 161. na liście filmów z najlepszymi zyskami komercyjnymi w weekend premierowy,
- m-ce 80. na liście filmów o restrykcji wiekowej "R"[2].

Owe wyniki stanowią zadowalające osiągnięcie komercyjne, jeśliby wziąć pod uwagę fakt, iż film powstał jako produkcja niezależna.

## Opinie
Albert Nowicki (We'll Always Have the Movies) pisał:

"Film jest przyziemny, a Rudnick spogląda na dylematy bohaterów trzeźwym okiem. Nazwanie Jeffreya komediodramatem „gejowskim” byłoby niedopowiedzeniem. Konstrukcja projektu pozwala kolejnym postaciom prowadzić historię do przodu – umożliwia to „character-driven plot”. Protagoniści – dobrze przez nas poznani – zdobywają nasze serca. Co rusz burzona jest czwarta ściana (Jeffrey „rozmawia” z widzami niczym Carrie Bradshaw w pierwszym sezonie Seksu w wielkim mieście); za sprawą tego zabiegu przeżywamy konflikty emocjonalne bohaterów. Wewnętrzne zatargi Jeffreya są w zasadzie punktem wyjścia dla całej tragifarsy: decyzja mężczyzny o nieuprawianiu seksu koliduje z jego pociągiem do Steve’a, który w nas samych też ożywia jak najbardziej pozytywne uczucia. To mężczyzna męski, seksowny i pewny siebie – jego awansów nie da się zignorować. Steve – ścięty na Juliusza Cezara, zbudowany jak Dawid Michała Anioła – stanowi przeciwieństwo neurotycznego Jeffreya, ale ich związek jest bardzo romantyczny, a przy tym głęboki, bo naznaczony pewnym piętnem ostracyzmu. W finalnych scenach obaj panowie żegnają się ze swoimi obawami i całymi garściami, nawzajem biorą z siebie to, co najlepsze. Jest Jeffrey filmem o miłości – tej nieulękłej; o ryzyku i stawianiu czoła przeciwnościom. To projekt zabawny i krzykliwy, ale inteligentnie zwerbalizowany."

## Nagrody i wyróżnienia
- 1995, Deauville Film Festival:
  - nagroda Fun Radio Trophy (nagrodzony: Christopher Ashley)
  - nominacja do nagrody Grand Special Prize (Christopher Ashley)
- 1996, American Comedy Awards, USA:
  - nominacja do nagrody American Comedy w kategorii najzabawniejszy aktor drugoplanowy w filmie kinowym (Nathan Lane)
- 1996, Chlotrudis Awards:
  - nominacja do nagrody Chlotrudis w kategorii najlepszy film
  - nominacja do nagrody Chlotrudis w kategorii najlepszy aktor drugoplanowy (Patrick Stewart)

## Soundtrack
Ścieżka dźwiękowa z filmu, zatytułowana Jeffrey: Original Motion Picture Soundtrack, wydana została nakładem wytwórni Varese Sarabande dnia 1 sierpnia 1995 roku i poprzedzała premierę filmu o cztery dni. Soundtrack, opublikowany na płytach kompaktowych, skomponował Stephen Endelman.

### Lista utworów
1. "Jeffrey States His Case/On the Way to Your Heart" (1:00)
2. "Jeffrey Rents an Apartment/Someone Who's Looking for Me" (1:49)
3. "Sharon's Confession/The Gym" (3:51)
4. "Jeffrey Sees Mother Theresa/Cocktails at Sterling's" (1:11)
5. "Stay Till Morning" − Connie Petruk (4:50)
6. "Who's Who/The Game Show" (0:50)
7. "Helpless (I Don't Know What to Do Without You)" − Urbanized feat. Silvano (4:35)
8. "Dave's Confession/Shopping for Answers" (1:15)
9. "Someone Who's Looking for Me" − Nancy Ticotin (1:07)
10. "Tim's Confession/On the Way to Your Heart" (1:10)
11. "Jeffrey Phones Home" (1:21)
12. "We're Livin' It Up" − Connie Petruk (1:28)
13. "The Assault" (0:51)
14. "Jeffrey's Confession/On the Way to Your Heart" − Nancy Lamott (1:48)
15. "Jeffrey Learns a Lesson/Someone Who's Looking for Me" − Karen Mason (3:24)
16. "Helpless (I Don't Know What to Do Without You)" (Dance Mix) − Urbanized feat. Silvano (8:09)